# Europawahl in Estland 2004
- SDE: 3
- K: 1
- RE: 1
- IL: 1

Die Europawahl in Estland 2004 fand am 13. Juni 2004 statt. Sie war die erste Direktwahl zum Europäischen Parlament nach dem Beitritt Estlands zur Europäischen Union am 1. Mai 2004. Estland stellt sechs Abgeordnete im Europäischen Parlament.

## Wahlbeteiligung und Wahlsystem
Bei der Wahl zum 6. Europäischen Parlament nahmen in Estland 26,8 % der 873.809 Wahlberechtigten teil, eine der niedrigsten Wahlbeteiligungen in der Europäischen Union. Das ganze Land bildete einen Wahlkreis. Die estnischen Abgeordneten werden nach den Grundsätzen der Verhältniswahl gewählt. Es gibt in Estland bei der Europawahl (logischerweise) keine Sperrklausel. Für die Bestimmung der Abgeordneten fand das D’Hondt-Verfahren Anwendung. Es galt (im Gegensatz zur Europawahl in Estland 2009) das System offener Listen, das heißt die Reihenfolge der Kandidaten auf den Parteilisten konnte von den Wählern beeinflusst werden.

## Ergebnis
| Listen                            | Listen                                              | Stimmen | %    | Mandate |
| --------------------------------- | --------------------------------------------------- | ------- | ---- | ------- |
|                                   | Sozialdemokratische Partei (SDE)                    | 85.433  | 36,8 | 3       |
|                                   | Estnische Zentrumspartei (K)                        | 40.704  | 17,5 | 1       |
|                                   | Estnische Reformpartei (RE)                         | 28.377  | 12,2 | 1       |
|                                   | Vaterlandsunion (IL)                                | 24.375  | 10,5 | 1       |
|                                   | Estnische Volksunion (ERL)                          | 18.687  | 8,0  | –       |
|                                   | Res Publica (RP)                                    | 15.457  | 6,7  | –       |
|                                   | Demokratische Partei Estlands (EDP)                 | 2.849   | 1,2  | –       |
|                                   | Estnische Rentnerpartei (EPE)                       | 1.329   | 0,6  | –       |
|                                   | Estnische Sozialdemokratische Arbeitspartei (ESDTP) | 1.057   | 0,5  | –       |
|                                   | Russische Partei Estlands (VEE)                     | 805     | 0,3  | –       |
|                                   | Einzelbewerber                                      | 13.162  | 5,7  | –       |
| Gesamt                            | Gesamt                                              | 232.241 | 100  | 6       |
|                                   |                                                     |         |      |         |
| Ungültige Stimmen                 | Ungültige Stimmen                                   | 2.244   | 1,0  |         |
| Wähler                            | Wähler                                              | 234.485 | 26,8 |         |
| Wahlberechtigte                   | Wahlberechtigte                                     | 873.809 |      |         |
|                                   |                                                     |         |      |         |
| Quelle: Vabariigi Valimiskomisjon |                                                     |         |      |         |

Insgesamt zehn Parteien und vier Einzelkandidaten stellen sich zur Wahl. Größter Gewinner war die Sozialdemokratische Partei Estlands (Sotsiaaldemokraatlik Erakond Eestis), die mit drei Mandaten die Hälfte aller estnischen Europaparlamentarier stellen konnte.
Die übrigen drei Plätze im Parlament teilten sich die Zentrumspartei (Eesti Keskerakond), die liberale Reformpartei (Eesti Reformierakond) und die konservative Vaterlandsunion (Isamaaliit).
Die vier Einzelkandidaten Georgi Bõstrov, Martin Helme, Marek Strandberg und Heikki Heinrich Tann erhielten zusammen 13.162 Stimmen (5,7 %).

## Fraktionen im Europäischen Parlament
| Partei                         | Partei                       | Mandate | Fraktion |
| ------------------------------ | ---------------------------- | ------- | -------- |
|                                | Sotsiaaldemokraatlik Erakond | 3 / 6   | SPE      |
|                                | Estnische Zentrumspartei     | 1 / 6   | ALDE     |
|                                | Estnische Reformpartei       | 1 / 6   | ALDE     |
|                                | Isamaaliit                   | 1 / 6   | EVP-ED   |
|                                |                              |         |          |
| Quelle: Europäisches Parlament |                              |         |          |

## MdEP aus Estland
Zu estnischen Abgeordneten des Europäischen Parlaments wurden gewählt:
- Toomas Hendrik Ilves (SDE)
- Marianne Mikko (SDE)
- Siiri Oviir (Zentrumspartei)
- Ivari Padar (SDE)
- Toomas Savi (Reformpartei)
- Tunne-Väldo Kelam (Vaterlandsunion)

Ivari Padar (SDE) verzichtete auf seinen Sitz, so dass für ihn Andres Tarand (SDE) als Nachrücker Mitglied des Europaparlaments wurde. Toomas Hendrik Ilves wurde am 23. September 2006 zum estnischen Staatspräsidenten gewählt und schied aus dem Europaparlament aus. Für ihn rückte im Oktober 2006 Katrin Saks (SDE) nach.
Die darauffolgenden Europawahlen für die 7. Wahlperiode des Europäischen Parlaments fanden in Estland am 7. Juni 2009 statt.